# دانیل سانچز بوستامانته
دانیل سانچز بوستامانته واسکز (زاده ۱۰ آوریل ۱۸۷۱ درگذشته ۵ اوت ۱۹۳۳) یک معلم، سیاستمدار، وکیل، استاد، نویسنده و دیپلمات اهل بولیوی بود. او بین سال‌های ۱۹۰۹ و ۱۹۳۱ در مناسبت‌های گوناگون وزیر آموزش عمومی و امور خارجه بولیوی بود. دانیل یکی از اصلی‌ترین اصلاح‌کنندگان در آموزش عمومی کشورش به حساب می‌آید که مؤسس نخستین مدرسه تربیت معلم بود. دانیل مسئول امور خارجی کشورش بود، وی امضاکننده مهم بولیوی در تفاهم نامه پولو بوستامانته سال (۱۹۰۹) بود، قرارداد مرزی که با پرو امضا گردید تا مرز کنونی میان دو کشور آند تعیین گردید.

## اوایل زندگی
دانیل سانچز در روز ۱۰ آوریل ۱۸۷۱ و در شهر لاپاز، بولیوی متولد شد. او پسر خوان سانچز د بوستامانته و مرسدس واسکز-برو زوآزو بود. دانیل سانچز تحصیلات خود را در شهر خودش و در همان مکان به تحصیل رشته حقوق پرداخت و بعد از آن به عنوان دکترای حقوق (وکیل) فارغ‌التحصیل شد.

## حرفه آموزشی و سیاسی
دانیل همچنین به تدریس اختصاص داشت و به عنوان دبیر دروس‌های جامعه‌شناسی و فلسفه در دانشگاه‌های سوکره و لاپاز مشغول تدریس بود. علاوه بر این، او کمیسر دستورالعمل فوئو ادمس در شهرداری لاپاز بود.
دانیل بخشی از گروه شاخص حزب لیبرال (بولیوی) بود و به همین علت، مدافع مدل اقتصادی تجارت آزاد بود. او برای مدتی مشاور حقوقی بزرگ معدن بولیوی سیمون ایتوری پاتینو بود.
و در ادامه دانیل در سال ۱۹۰۱ به عنوان معاون منشی دفتر وزارت دولت منصوب گردید و به همین علت او مدیر تنظیم مقررات انتخابات شد.
در دوران دولت اسماعیل مونتس گامبوآ، دانیل وزیر آموزش عمومی و دادگستری بود. و در دوران مسئولیتش تأثیر بسیاری در توسعه آموزش عمومی کشور گذاشت. و در تاریخ ۶ ژوئن ۱۹۰۹، وی نخستین مدرسه ملی برای دبیران را در پایتخت کشور پایه‌گذاری نمود، تاریخی که بعد از آن با دستور عالی ۲۴ مه ۱۹۲۴ روز معلم در بولیوی تعیین شد.

## خانواده
او با کارمن کالوو ازدواج کرد که از او صاحب ۹ فرزند شد. در میان فرزندان او دو فمینیست برجسته بولیوی کارمن سانچز بوستامانته و ماریا لوئیزا سانچز بوستامانته بودند. یکی از نوه‌های او، پسر دخترش کارمن، گونزالو سانچز د لوزادا است که در دو نوبت (۱۹۹۳–۱۹۹۷) و (۲۰۰۲–۲۰۰۳) رئیس‌جمهور بولیوی بود.